# 蒙通 (泰國)
蒙通是泰國在20世紀初的一個行政區劃單位。中文將此詞翻譯為省、道或者特區。
泰語詞彙「蒙通」是梵語詞彙「曼荼羅」的翻譯，字面意思是「圓圈」，在此處意思是一種政治形態（曼荼羅體系）。蒙通作為「提舍波罗／护域」官僚管理體系的一部份而創立，由丹龍·拉差努帕親王引入，與此同時，泰國全境一步步建立今日的府、縣、區的建制。每個蒙通由一位被稱為「貼沙披班」（เทศาภิบาล）的皇家特派員領導，此職務後來被更名為「沙穆貼沙披班」（สมุหเทศาภิบาล）。
蒙通體系在1897年的地方行政法案中被正式採納。1915年時，全國共有19個蒙通，下面管轄72個府。此後由於經濟問題，數個蒙通被撤銷合併。1925年時僅存14個蒙通。1932年，又撤銷了四個。暹羅立憲革命後，蒙通體系於1933年被廢除，自此以後，府成為了泰國的一級行政區劃。

## 蒙通列表

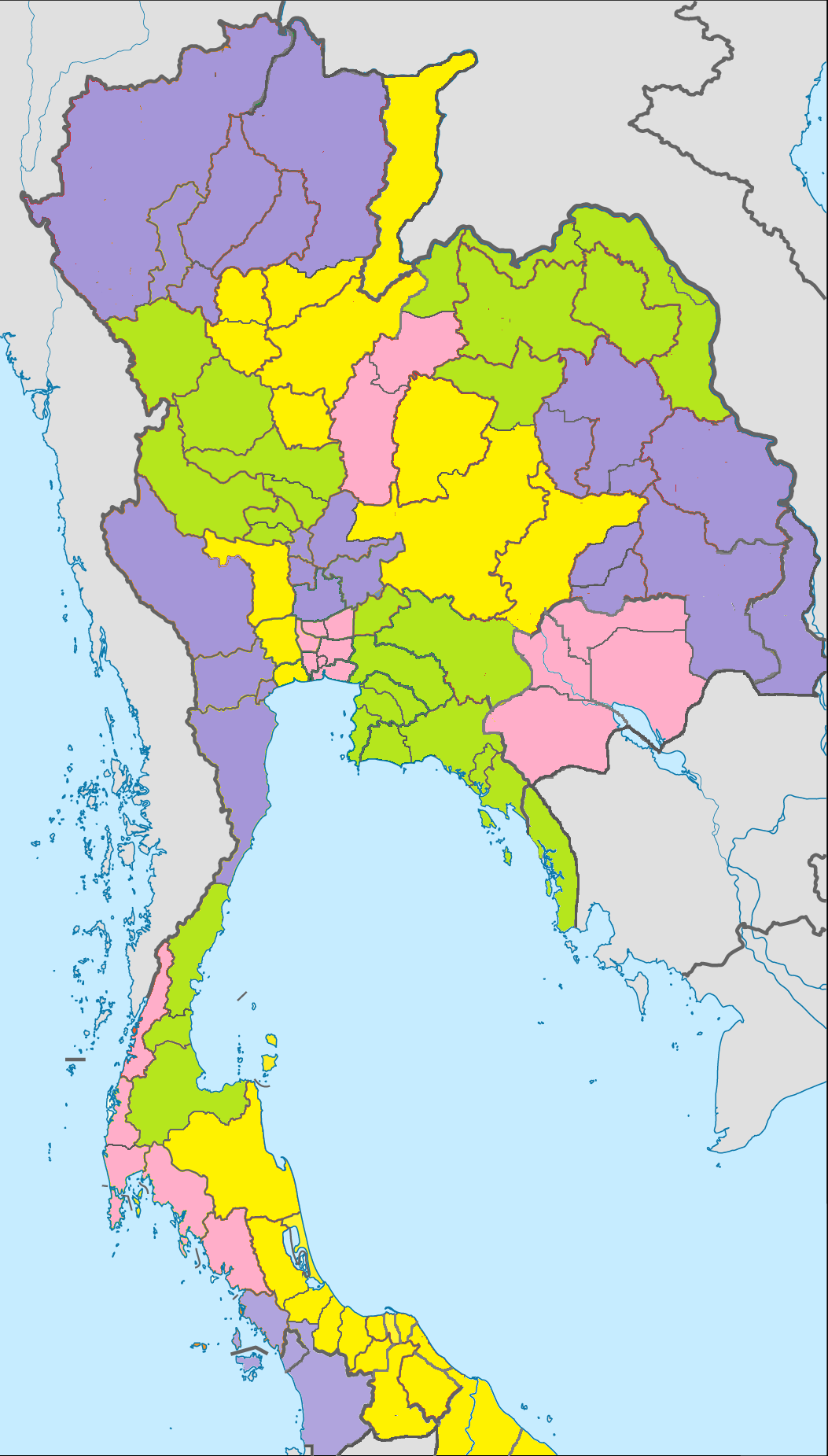
1900年的各個蒙通

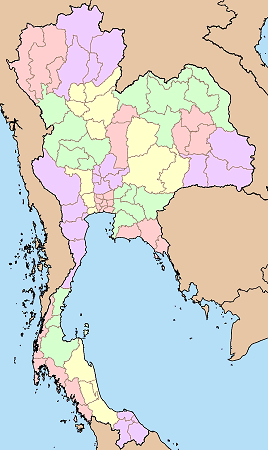
1915年的各個蒙通

### 北部
- 巴葉省（มณฑลพายัพ）：又譯帕亞省，或稱老清省（มณฑลลาวเฉียง）。「巴葉」在梵語中意為「西北」。[1]1907年正式設立。管轄昔日蘭納王國的地域，下轄清邁府、南奔府、夜豐頌府、南邦府、清萊府、難府、帕府。1915年，該省東部析出設置瑪哈拉省。
- 瑪哈叻省（มณฑลมหาราษฎร์）：又譯瑪哈拉省，1915年，自巴葉省析出，在該省東部新設立瑪哈叻省。下轄清萊府、難府、南邦府、帕府。
- 那空沙旺省（มณฑลนครสวรรค์）：1895年設立。下轄那空沙旺府、猜納府、甘烹碧府、帕育哈奇里府（今那空沙旺府帕育哈奇里縣（英语：Phayuha Khiri District））、山卡武里府（今猜納府訕卡武里縣）、達府、烏泰他尼府。
- 彭世洛省（มณฑลพิษณุโลก）：1894年設立。下轄彭世洛府、披猜府（今程逸府披猜縣（英语：Phichai District））、披集府、素可泰府、宋加洛府（今素可泰府宋加洛縣（英语：Sawankhalok District））。
- 碧差汶省（มณฑลเพชรบูรณ์）：1899年，自那空叻差是瑪省析出新設。下轄隆塞府（今碧差汶府隆塞縣（英语：Lom Sak District））、碧差汶府。後來隆塞府併入碧差汶府，該省成為泰國唯一一個僅轄一府的省。1903年至1907年，該省曾暫時被歸入彭世洛省，1915年正式廢除併入彭世洛省。

### 东北
- 那空叻差是瑪省（มณฑลนครราชสีมา）：1893年設立，是泰國歷史上第一個省。下轄那空叻差是瑪府（呵叻府）、武里南府、猜也蓬府。1899年，自呵叻析設碧差汶省。
- 依善省（มณฑลอีสาน）：1900年設立。1912年廢除，分為黎逸省、烏汶省。
- 黎逸省（มณฑลร้อยเอ็จ）：1912年設立。下轄黎逸府、加拉信府、馬哈沙拉堪府。
- 烏汶省（มณฑลอุบล）：又名老高省（มณฑลลาวกาว）。1912年設立。下轄烏汶府、庫坎府（今四色菊府庫坎縣（英语：Khukhan District））、四色菊府、素林府。
- 烏隆省（มณฑลอุดร）：又名老潘省（มณฑลลาวพวน）。1899年設立。下轄烏隆府、孔敬府、黎府、那空拍儂府、廊開府、沙功那空府。

### 南部
- 普吉省（มณฑลภูเก็จ）：1898年設立。下轄普吉府、塔廊府（今普吉府塔廊縣（英语：Thalang District））、拉廊府、攀牙府、高巴府（今攀牙府達瓜巴縣（英语：Takua Pa District））、甲米府以及吉蘭丹和登嘉樓。1909年，賽武里省大部份地區被割讓給英屬馬來亞之後，沙敦府被劃入此省。
- 春蓬省（มณฑลชุมพร）：後更名為素叻省（มณฑลสุราษฎร์）。1896年設立。下轄春蓬府、猜亞府（今素叻他尼府猜亞縣（英语：Chaiya District））、干乍那迪府（今素叻他尼府干乍那迪縣（英语：Kanchanadit District））、朗萱府（今春蓬府朗萱縣）。後來干乍那迪府併入猜亞府。1905年，省府搬遷到班東。班東更名為素叻他尼，與此同時猜亞府更名為素叻他尼府、春蓬省更名為素叻省。1925年併入那空是貪瑪叻省。
- 那空是貪瑪叻省（มณฑลนครศรีธรรมราช）：1896年設立。下轄宋卡府、那空是貪瑪叻府、博他侖府。
- 北大年省（มณฑลปัตตานี）：1906年設立。包含所謂的「馬來七府」：北大年府、也拉府、賽武里府（今北大年府賽武里縣）、亞靈府（今北大年府亞靈縣）、農集府（今北大年府農集縣）、拉曼府（今也拉府拉曼縣（英语：Raman District））、拉艾府（今那拉提瓦府拉艾縣）。
- 賽武里省（มณฑลไทรบุรี）：1897年設立。下轄沙敦府以及吉打、玻璃。1909年，吉打與玻璃被割讓給英屬馬來亞，賽武里省建制撤銷，沙敦府被劃入普吉省。

### 中部
- 恭貼省（มณฑลกรุงเทพ）：又譯曼谷省、或俗稱為京畿。1897年設立。下轄拍那空府（曼谷）、吞武里府（今曼谷吞武里縣）、暖武里府、巴吞他尼府、帕巴登府（今沙沒巴干府帕巴登縣（英语：Phra Pradaeng District））、沙沒巴干府、探耶武里府（今巴吞他尼府探耶武里縣（英语：Thanyaburi District））、民武里府（今曼谷民武里縣）。巴吞他尼、探耶武里後來被劃歸阿育他亞省管轄。1915年，此省更名為恭貼瑪哈那空（曼谷都會區）。1922年建制被撤銷。
- 阿育他亞省（มณฑลอยุธยา）：又譯阿瑜陀耶省、大城省。1893年設立，當時的名字是恭高省（มณฑลกรุงเก่า，或意譯為「舊都省」）。下轄大城府、紅統府、華富里府、蓬武里府（今信武里府蓬武里縣（英语：Phrom Buri District））、沙拉武里省。
- 叻武里省（มณฑลราชบุรี）：1895年設立。下轄叻武里府、北碧府、沙沒頌堪府、碧武里府、巴蜀府。
- 那空猜是省（มณฑลนครไชยศรี）：1895年設立。下轄那空猜是府（今佛統府）、沙沒沙空府、素攀府。

### 東部
- 巴真武里省（มณฑลปราจิณบุรี）：1893年設立。下轄巴真府、差春騷府、那空那育府、帕農沙拉堪府（今差春騷府帕農沙拉堪縣（英语：Phanom Sarakham District））。
- 布拉帕省（มณฑลบูรพา）：1896年設立。下轄史锁蓬（詩梳風）府（今柬埔寨班迭棉吉省）、帕達邦（马德望）府（今柬埔寨馬德望省及拜林省）、帕農索（普农宿）府（今柬埔寨奧多棉吉省，驻地为今普农宿县）、暹瑪拉府（今柬埔寨暹粒省）。該省全境都位於今日柬埔寨境內，1907年被割讓給法屬印度支那。
- 莊他武里省（มณฑลจันทบุรี）：1906年設立。下轄莊他武里府、羅勇府、達叻府。此省在布拉帕省被割讓給法屬印度支那之前不久才設立，法屬印度支那將達叻府歸還給泰國。

## 博里文
帕亞省、烏隆省、依善省這三個較大的蒙通，在省和府這兩個行政區劃單位之間還設立了另一級行政區劃——博里文。